# Benno van Dalen
Benno van Dalen (né en 1962) est un historien néerlandais de l'astronomie et des mathématiques. 

## Formation et carrière
Benno van Dalen a étudié les mathématiques et l'informatique à l'université d'Utrecht avec un bachelor en 1983 et l'histoire des sciences avec un diplôme en 1987 sous la direction de Jan Hogendijk et Henk Bos (sur les tables astronomiques islamiques médiévales), où il a également obtenu son doctorat en 1993 avec une thèse intitulée « Ancient and Mediaeval Astronomical Tables: mathematical structure and parameter values ». En tant qu'étudiant postdoctoral, il travaille avec David A. King à Londres. À l'Institut d'histoire des sciences de Francfort, auprès de Fuat Sezgin, il s'est occupé de la construction d'une base de données sur les données astronomiques des manuscrits islamiques et la géographie mathématique dans l'islam médiéval. À partir de 2008, il travaille à l'université Louis-et-Maximilien de Munich et à partir de 2013 il est à l'Académie bavaroise des sciences. 

## Travaux
Il s'occupe des mathématiques et de l'astronomie  arabes médiévales (tables, manuels), notamment les travaux de Al-Marwazi, Al-Khwârizmî, Alhazen (Ibn al-Haytham), al-Battani, Jamal ad-Din, Ulugh Beg (Zij-i-Sultani), avec l'influence des astronomes islamiques auprès des Mongols et de la Chine aux XIIIe et XIVe siècles (comme un manuscrit astronomique (Sandschufini Zij) écrit pour le lieutenant-gouverneur mongol au Tibet 1366 et Huihui Lifa, une traduction chinoise d'un manuel astronomique avec des tables de la période vers 1383 probablement d'origine perse) et transfert de connaissances générales de la science islamique au Moyen Âge dans les régions environnantes. Selon lui, l'influence directe de l'astronomie arabe sur l'astronomie chinoise semble avoir été limitée.
À l'Académie bavaroise des sciences, il dirige avec David Juste et Dag Nikolaus Hasse (de) un projet sur Claude Ptolémée (y compris ses œuvres attribuées) dans des sources latines et arabes (Ptolemaeus Arabus et Latinus). De plus, il révise le catalogue des manuels islamiques astronomiques (Zij) d'Edward Stewart Kennedy (1956). La plupart des zījes suivent généralement une théorie antérieure et reflètent des techniques améliorées en matière de trigonométrie, de calcul et d'observation

## Prix et distinctions
Il est membre correspondant de l'Académie internationale d'histoire des sciences et a été rédacteur en chef 2004/05 et corédacteur en chef de 2007 à 2009 de la revue Historia Mathematica. Il a été conférencier invité au Congrès international des mathématiciens à Hyderabad en 2010, avec une conférence sur les manuels astronomiques islamiques et leur transmission en Inde et en Chine. 

## Publications
- (en) Benno van Dalen, « Islamic Astronomical Tables in China The Sources for the Huihui li », dans History of Oriental Astronomy, vol. 275, Springer, 2002 (ISBN 978-90-481-6033-4, DOI 10.1007/978-94-015-9862-0_2), p. 19–31
- (en) Benno van Dalen, « A Statistical Method for Recovering Unknown Parameters from Medieval Astronomical Tables », Centaurus, vol. 32,‎ 1989, p. 85–145.
- (en) Benno van Dalen, « On Ptolemy’s Table for the Equation of Time », Centaurus, vol. 37,‎ 1994, p. 97–153.
- (en) Benno van Dalen, E. S. Kennedy et Mustafa K. Saiyid, « The Chinese-Uighur Calendar in Tûsî's Zîj-i Îlkhânî », Zeitschrift für Geschichte der Arabisch-Islamischen Wissenschaften, vol. 11,‎ 1997, p. 111–152.
- (en) Benno van Dalen, « Islamic Astronomy in China during the Yuan and Ming Dynasties », Historia Scientiarium, vol. 7,‎ 1997, p. 11–43.
- (en) Benno van Dalen, « Islamic and Chinese Astronomy under the Mongols: a Little-Known Case of Transmission », dans Yvonne Dold-Samplonius, Joseph W. Dauben, Menso Folkerts, Benno van Dalen, From China to Paris: 2000 Years Transmission of Mathematical Ideas, Boethius 46, Stuttgart, Steiner, 2002, p. 327–356.
- (en) Benno van Dalen, Edward Stewart Kennedy, George Saliba et Julio Samsó, « Al-Battânî’s Astrological History of the Prophet and the Early Caliphate », Suhayl, vol. 9,‎ 2009–2010, p. 13–148.
- Benno van Dalen, « Zhamaluding: Jamāl al‐Dīn Muḥammad ibn Ṭāhir ibn Muḥammad al‐Zaydī al‐Bukhārī », dans Zhamaluding: Jamāl al‐Dīn Muḥammad ibn Ṭāhir ibn Muḥammad al‐Zaydī al‐Bukhārī, Zhamaluding: Jamāl al‐Dīn Muḥammad ibn Ṭāhir ibn Muḥammad al‐Zaydī al‐Bukhārī, New York, Springer, 2007 (ISBN 978-0-387-31022-0, lire en ligne), p.1262-1263.
- Contributions de Benno van Dalen au The Biographical Encyclopedia of Astronomers, dans Thomas Hockey et al. (dir.), Springer Reference. New York, Springer, 2007 : 
  - « Ulugh Beg : Muḥammad Ṭaraghāy ibn Shāhrukh ibn Tīmūr », p. 1157-1159.
  - Benno van Dalen, « Yaḥyā ibn Abī Manṣūr: Abū ʿAlī Yaḥyā ibn Abī Manṣūr al‐Munajjim », dans The Biographical Encyclopedia of Astronomers, New York, Thomas Hockey, 2007, 1249–50 p. (ISBN 9780387310220, lire en ligne){{Article encyclopédique}} : l'usage du paramètre |périodique = Springer laisse présager
- soit d'une confusion entre les modèles {{article encyclopédique}} et {{article}}

 (PDF version)
- - Benno van Dalen, « Battānī: Abū ʿAbd Allāh Muḥammad ibn Jābir ibn Sinān al‐Battānī al‐Ḥarrānī al‐Ṣābiʾ », dans The Biographical Encyclopedia of Astronomers, New York, Thomas Hockey, 2007, 101–3 p. (ISBN 978-0-387-31022-0, lire en ligne){{Article encyclopédique}} : l'usage du paramètre |périodique = Springer laisse présager
- soit d'une confusion entre les modèles {{article encyclopédique}} et {{article}}

 (PDF version)
- - Benno van Dalen, « Zhamaluding: Jamāl al‐Dīn Muḥammad ibn Ṭāhir ibn Muḥammad al‐Zaydī al‐Bukhārī », dans The Biographical Encyclopedia of Astronomers, New York, Thomas Hockey, 2007, 1262–3 p. (ISBN 978-0-387-31022-0, lire en ligne){{Article encyclopédique}} : l'usage du paramètre |périodique = Springer laisse présager
- soit d'une confusion entre les modèles {{article encyclopédique}} et {{article}}

 (PDF version).
- Benno van Dalen et David A. King (introduction), « An index of authors for the Survey of Cairo Scientific Manuscripts », Suhayl, vol. 7,‎ 2007, p. 9-46.
- (en) Benno Van Dalen, « In Synchrony with the Heavens. Studies in Astronomical Timekeeping ... », Abstracta Iranica, vol. 29,‎ 2008 (lire en ligne)
- Benno Van Dalen, David A. King, Julio Samsó, Nora Kennedy et Michael Kennedy, « In memoriam Edward S. Kennedy (1912 - 2009) », Suhayl, no 9,‎ 2009-2010, p. 185-214 (ISSN 2013-620x, lire en ligne).
- Benno van Dalen, « Boris A. Rosenfeld et Ekmeleddin Ihsanoglu, « Mathematicians, Astronomers, and Other Scholars of Islamic Civilization and Their Works (7th-19th c.). Istanbul, Research Centre for Islamic History, Art and Culture (IRCICA), 2003. » », Abstracta Iranica, no 26,‎ 2005 (lire en ligne).